# Biencourt-sur-Orge
Biencourt-sur-Orge és un municipi francès situat al departament del Mosa i a la regió del Gran Est. L'any 2007 tenia 154 habitants.

## Demografia

### Població
El 2007 la població de fet de Biencourt-sur-Orge era de 154 persones. Hi havia 68 famílies, de les quals 24 eren unipersonals (16 homes vivint sols i 8 dones vivint soles), 24 parelles sense fills, 16 parelles amb fills i 4 famílies monoparentals amb fills.
La població ha evolucionat segons el següent gràfic:
Habitants censats

### Habitatges
El 2007 hi havia 74 habitatges, 66 eren l'habitatge principal de la família, 5 eren segones residències i 2 estaven desocupats. 64 eren cases i 9 eren apartaments. Dels 66 habitatges principals, 51 estaven ocupats pels seus propietaris, 11 estaven llogats i ocupats pels llogaters i 4 estaven cedits a títol gratuït; 2 tenien una cambra, 3 en tenien dues, 10 en tenien tres, 16 en tenien quatre i 35 en tenien cinc o més. 38 habitatges disposaven pel capbaix d'una plaça de pàrquing. A 24 habitatges hi havia un automòbil i a 31 n'hi havia dos o més.

## Economia
El 2007 la població en edat de treballar era de 99 persones, 80 eren actives i 19 eren inactives. De les 80 persones actives 69 estaven ocupades (39 homes i 30 dones) i 11 estaven aturades (7 homes i 4 dones). De les 19 persones inactives 5 estaven jubilades, 10 estaven estudiant i 4 estaven classificades com a «altres inactius».

### Ingressos
El 2009 a Biencourt-sur-Orge hi havia 58 unitats fiscals que integraven 133 persones, la mediana anual d'ingressos fiscals per persona era de 16.663 €.

### Activitats econòmiques
Dels 4 establiments que hi havia el 2007, 2 eren d'empreses extractives, 1 d'una empresa alimentària i 1 d'una entitat de l'administració pública.
L'únic servei als particulars que hi havia el 2009 era un restaurant.
L'any 2000 a Biencourt-sur-Orge hi havia 10 explotacions agrícoles que ocupaven un total de 735 hectàrees.

## Poblacions més properes
El següent diagrama mostra les poblacions més properes.